# Платифиллин
Платифилли́н (лат. Platyphyllinum, применяется в виде гидротартрата лат. Platyphyllini hydrotartras) — алкалоид, антихолинергическое средство, антагонист мускариновых рецепторов.

## Получение
Алкалоид платифиллин содержится в крестовнике ромболистном (дуболистном), или широколистном [Senecio rhombofolius (Willd.)], син. Senecio platyphyllus D.C.[уточнить] из семейства сложноцветных.

## Химические и физические свойства
Относится к производным гелиотридана (1-метил-пирролизидина).
В медицинской практике применяют платифиллина гидротартрат (Platyphyllini hydrotartras).
Белый кристаллический порошок горького вкуса. Легко растворим в воде (1:5 в горячей, 1:10 в холодной), очень мало — в спирте; рН 0,2 % раствора 3,6—4,0. Растворы стерилизуют при +100 °C в течение 30 мин.

## Фармакодинамика
Платифиллин оказывает холинолитическое действие. По влиянию на периферические холинореактивные системы близок к атропину. Менее активен, чем атропин, но при соответствующих дозах не уступает по действию атропину; лучше переносится. Сильнее, чем атропин, угнетает холинореактивные системы вегетативных нервных узлов. На ЦНС, особенно на сосудодвигательные центры, оказывает успокаивающее действие. Обладает также спазмолитическими (папавериноподобными) свойствами.

## Показания к применению
Назначают при спазмах гладких мышц органов брюшной полости, язвенной болезни желудка и двенадцатиперстной кишки, бронхиальной астме; препарат уменьшает также спазмы кровеносных сосудов (при гипертонической болезни, стенокардии), спазмы сосудов головного мозга.и
В офтальмологической практике применяют для расширения зрачка. Сравнительно с атропином влияние на аккомодацию мало заметно. Действие на зрачок менее продолжительно, чем действие атропина и гоматропина.

## Дозировки
Для купирования острых язвенных болей, а также кишечной, печёночной, почечной колик платифиллин вводят под кожу по 1 −2 мл 0,2 % раствора. Для курсового лечения (10—15—20 дней) назначают внутрь (до еды) по 3—5 мг или по 10—15 капель 0,5 % раствора 2—3 раза в день либо вводят под кожу по 1—2 мл 0,2 % раствора. Препарат можно назначать также в свечах по 0,01 г 2 раза в день или в микроклизме по 20 капель 0,5—1 % раствора 2—3 раза в сутки. В глазной практике применяют 1 % раствор для диагностических целей и 2 % раствор для лечебных целей.
Детям назначают по 0,0002 г (0,2 мг) — 0,003 г (3 мг) на приём в зависимости от возраста.
Высшие дозы для взрослых внутрь и под кожу: разовая 0,01 г, суточная 0,03 г.

## Токсикология
Передозировка платифиллина может вызвать такие же явления, как и передозировка атропина (сухость во рту, учащённое сердцебиение, расширение зрачков, возбуждение ЦНС и др.).

## Противопоказания
Противопоказан при глаукоме, а также при органических заболеваниях печени и почек.

## Форма выпуска
- порошок
- таблетки по 0,005 г (5 мг)
- 0,2 % раствор в ампулах по 1 мл

### Комбинированные препараты, содержащие платифиллин
Таблетки «Тепафиллин» (лат. Tabulletae «Thepaphyllinum»). Состав: платифиллина гидротартрата 0,003 г, папаверина гидрохлорида и фенобарбитала по 0,03 г, теобромина 0,25 г. Спазмолитическое, холинолитическое, сосудорасширяющее средство. Назначают по 1 таблетке 2—3 раза в день (список А).
Таблетки «Палюфин» (лат. Tabulettae «Palufinum»). Состав: платифиллина гидротартрата 0,005 г, фенобарбитала и папаверина гидрохлорида по 0,12 г. Спазмолитическое и холинолитическое средство. Назначают по 1 таблетке 2—3 раза в день (список А).